# Osetia del Norte-Alania

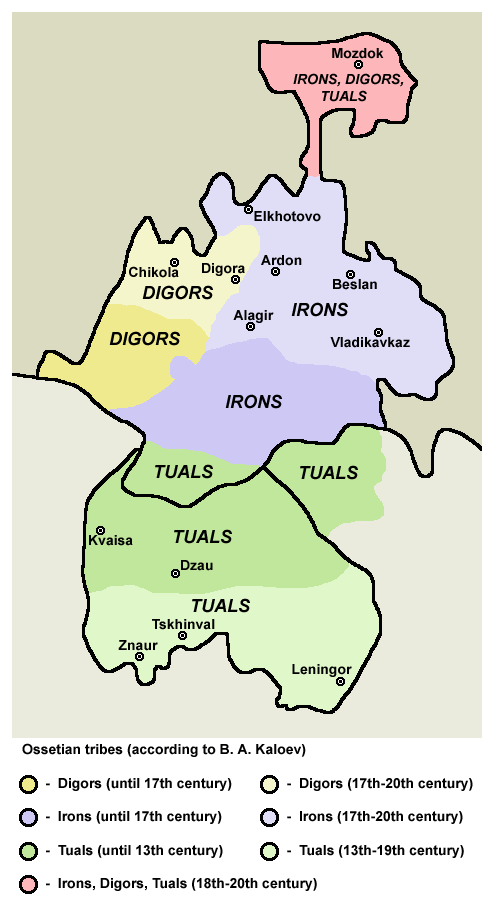

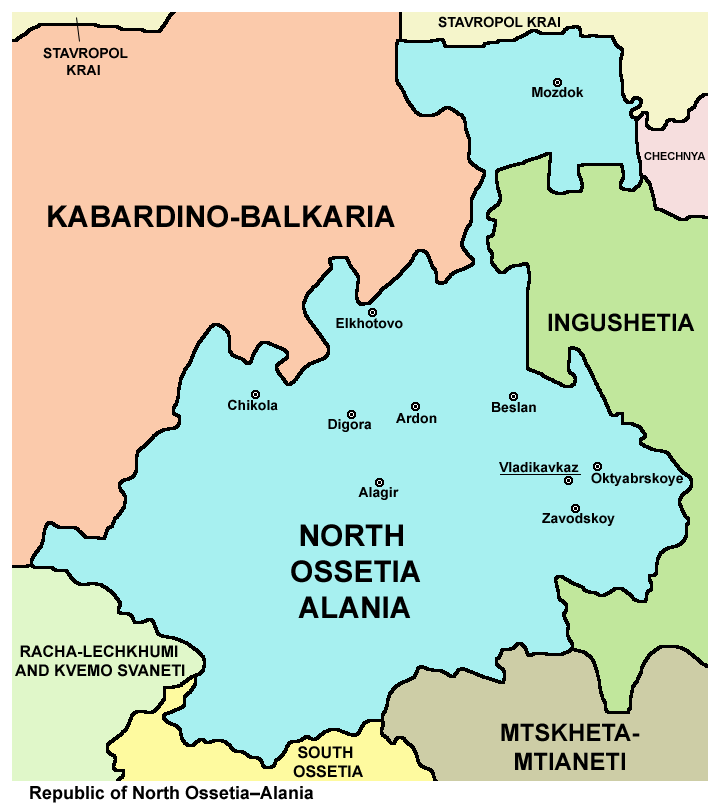

La república de Osetia del Norte-Alania (en osetio: Республикӕ Цæгат Ирыстон-Алани /rʲɪˈspʊblʲɪkə ˈsʲevʲɪrnəjə ɐˈsʲetʲɪjə ɐˈlanʲɪjə/ⓘ; en ruso: Республика Северная Осетия-Алания) es una de las veinticuatro repúblicas de Rusia y forma parte del distrito federal del Cáucaso Norte. Su capital es la ciudad de Vladikavkaz (Dzaudzhikau en osetio), tiene una población de 712 877 habitantes, según censo de 2010.
Limita con el krai de Stávropol al norte, con Georgia y Osetia del Sur al sur, en el este con la república de Ingusetia y la república de Chechenia, y al oeste con la república de Kabardia-Balkaria.

## Toponimia
En los últimos años de la Unión Soviética, a medida que los movimientos nacionalistas resurgían en todo el Cáucaso, muchos intelectuales en la república socialista soviética autónoma de Osetia del Norte pidieron la reactivación del nombre de «Alania», un reino medieval de los alanos, antepasados de los actuales osetios. El término de «Alania» rápidamente se hizo popular en la vida diaria de Osetia a través de los nombres de varias empresas, un canal de televisión, organizaciones políticas y civiles, editoriales, equipo de fútbol, etc. En noviembre de 1994, el nombre de «Alania» fue añadido oficialmente al título republicano (república de Osetia del Norte-Alania).

## Historia

### Historia temprana
Desde el primer milenio antes de Cristo, gracias a la extensión de la cultura Koban, el territorio de Osetia del Norte fue habitado por primera vez por las tribus caucásicas. Algunos alanos nómadas se asentaron en la región en el siglo VII, formando el reino de Alania. Finalmente se convirtió al cristianismo por misioneros de Bizancio. Alania se benefició enormemente de la Ruta de la Seda que pasaba a través de su territorio.
Las excavaciones demuestran restos alanos en las gargantas del Cáucaso desde el siglo VI a. C.,  que en la Era de la Fragmentación Feudal del siglo XII la dividió en principados de guerra. En 1238, sufrió repetidas invasiones de mongoles y tártaros. Restos de la población se refugiaron en regiones montañosas, donde, a juzgar por la lingüística, se mezclaron con la población local, y los jasz se dirigieron a Europa a territorio Húngaro.  
El islam fue introducido a la región en el siglo XVII por los cabardinos. Los conflictos entre el Kanato de Crimea y el Imperio otomano, finalmente, empujaron a Osetia a una alianza con la Rusia Imperial en el siglo XVIII. Pronto, Rusia estableció una base militar en la capital, Vladikavkaz, por lo que fue la primera zona controlada por Rusia en el Cáucaso norte. En 1806, Osetia estaba bajo total control ruso.

### Período soviético
Como uno de los primeros territorios del Cáucaso Norte anexados al Imperio ruso en 1774, la dominación rusa llevó a la región a un rápido desarrollo de la industria y ferrocarriles . Se convirtió en parte de la Región Terskaya de Rusia a mediados del siglo XIX.
La Revolución rusa de 1917 provocó en Osetia del Norte su fusión con la república autónoma socialista soviética de la Montaña en 1921. Luego se convirtió en el Óblast Autónomo de Osetia del Norte el 7 de julio de 1924, para más tarde fusionarse con la república socialista soviética autónoma de Osetia del Norte el 5 de diciembre de 1936. En la Segunda Guerra Mundial fue objeto de una serie de ataques por parte de los invasores alemanes nazis que, sin éxito, trataron de apoderarse de Vladikavkaz en 1942.
La república socialista soviética de Osetia del Norte se declaró república autónoma de la Unión Soviética el 14 de junio de 1990. Su nombre fue cambiado a república de Osetia del Norte-Alania en 1992.

### Etapa postsoviética
El colapso de la Unión Soviética planteó problemas especiales para el pueblo osetio, que fueron divididos en Osetia del Norte, parte de la república socialista federativa soviética de Rusia, y Osetia del Sur, parte de la república socialista soviética de Georgia. En diciembre de 1990 el Sóviet Supremo de Georgia abolió el enclave autónomo de Osetia en medio de las crecientes tensiones étnicas en la región, y gran parte de la población huyó hacia la frontera con Osetia del Norte o la propia Georgia. Unos 70 000 refugiados de Osetia del Sur fueron reasentados en Osetia del Norte, lo que provocó enfrentamientos con la población predominantemente ingushetia en el raión Prigorodni. Eso llevó al conflicto de Osetia e Ingushetia.

#### Masacre de Beslán
Osetia del Norte también es conocida por los fatídicos atentados producidos en septiembre de 2004 a manos de terroristas chechenos en la ciudad de Beslán, donde perecieron 334 rehenes, incluidos 186 niños al explotar uno de los artefactos que controlaba el jefe del comando terrorista.

### Guerra de Osetia del Sur de 2008
Osetia del Norte se convirtió en el principal destino de los refugiados de Osetia del Sur durante la guerra en agosto de 2008.
El artículo 16 del capítulo 1 de la Constitución de la República Osetia del Norte-Alania define las relaciones de la república rusa con Osetia del Sur, reconocida por la Federación Rusa el 26 de agosto de 2008.

Artículo 16.
Las bases de las relaciones entre la República de Osetia del Norte-Alania y la República de Osetia del Sur son la unidad étnica, nacional, histórico-territorial y la integración socio-económica y cultural.

Статья 16.
Республика Северная Осетия - Алания строит свои отношения с Республикой Южная Осетия на основе этнического, национального, историко-территориального единства, социально-экономической и культурной интеграции.

## Geografía

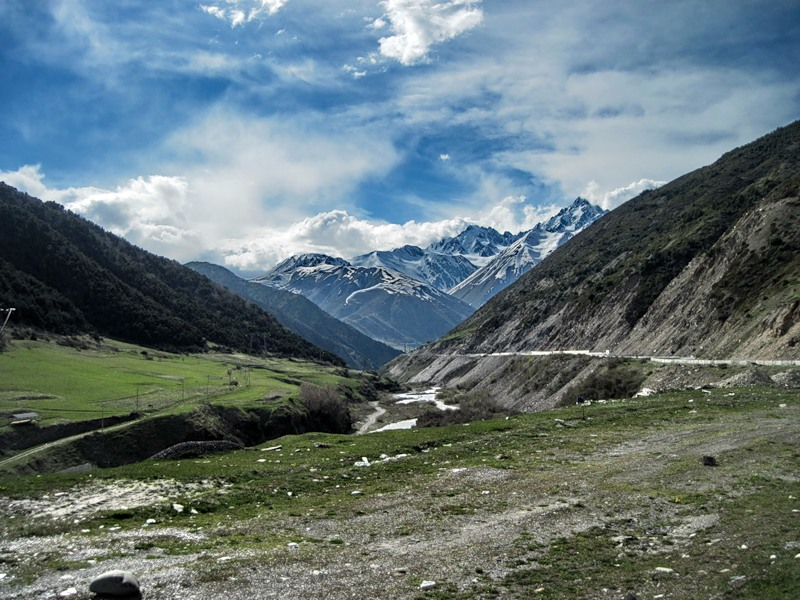
Valle del Nar.

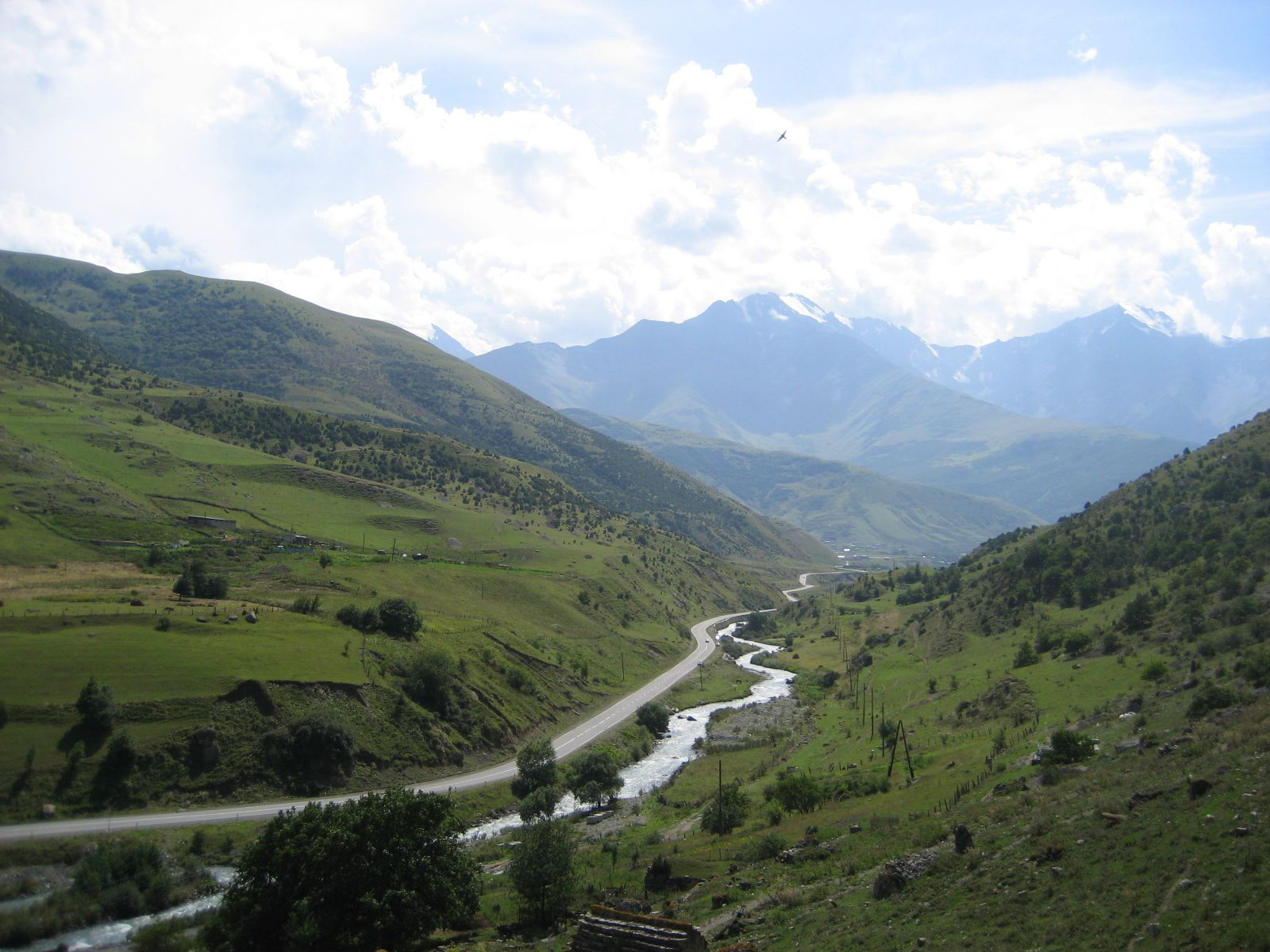
Río Fiagdon.

En la ladera norte del Gran Cáucaso, la extensión es minúscula en la región, con tamaño similar a Puerto Rico,  de su área total, algo más de la mitad, unos 4121 kilómetros cuadrados, son tierras bajas y llanuras, y la franja montañosa  un tanto menor. Al norte la llanura de Stávropol, al sur las cadenas montañosas de Térek y Sunzha como la división de la cordillera del Gran Cáucaso, que al norte tiene cuatro cadenas paralelas: Bokovoy, Skalisty, Pasture y Lesisty, con grandes gargantas que dividen las crestas: Daryal, Karmadonsky (Genaldonsky), Kurtatinsky, Kassarsky, Alagirsky y Digorsky. y en la parte central la llanura inclinada de Osetia. .
En la frontera sur de Osetia del Norte se encuentra una de las montañas más altas de Europa, en la frontera con Rusia y Georgia el estratovolcán activo monte Kazbek (Казбек; en osetio: Урсхох, lit.: montaña blanca) (5047 m). La más alta, el Elbrus (5642 m.), se ubica más al oeste, en la frontera de Kabardino-Balkaria y Caracháevo-Cherquesia. 

### Ríos
El principal río de Osetia del Norte es el Térek, que tiene su nacimiento en los glaciares del monte Zilga-Khokh, en la parte superior de la cuenca de la cordillera del Cáucaso, en la frontera de Osetia del Sur y Georgia, a una altitud de 2713 metros. El Térek tiene una longitud de unos 600 km (con 110 kilómetros en Osetia del Norte) y  tiene por afluentes al Uruj (104 km), Ardón (101 km), Kambiléyevka (99 km), Gizeldón (81 km) Fiagdón, Los ríos de las estribaciones incluyen Kambileevka y Sunzha (278 km), que de tierra, lluvia y nieve, ocasionan inundaciones de primavera, y en invierno, no se congelan debido al curso turbulento, aunque es más lento que los ríos de montaña.
Los glaciares son el Karaugomsky (35 km²), Mayli (22 km²) y Tseyskoe (18 km²).

### Suelo
La diversa cobertura del suelo incluye suelos de praderas de montaña a varios tipos de humus.
En el norte y noreste, la parte más árida en las estepas de Mozdok, los suelos son castaños con un tinte marrón y apenas suficientes nutrientes. En el resto del territorio, predominan los suelos negros, y en  la parte central de la llanura, con el agua subterránea poco profunda prevalecen praderas, pantanos y suelos aluviales.
Las montañas cubiertas de bosques caducifolios, tiene suelos forestales de color marrón, estructura grumosa y contenido moderado de humus.
En la zona de vegetación subalpina y alpina, los suelos son de pradera de montaña, de escaso grosor, alto contenido de humus en las capas superiores con acidez y humedad significativas.
Los suelos más fértiles esán en Siltanuk Upland en el distrito de Digorsky, que tienen buena estructura y alto contenido de humus.
Grandes áreas están ocupadas por bosques y pastizales pantanosos infértiles debido a la estructura insuficiente, baja cantidad de humus, pantanosos y de alta acidez.  

### Recursos naturales

#### Vegetación
La flora representada por ricas hierbas desde la estepa hasta prados subalpinos y alpinos, cubren con bosques el 22 % del área, dominando los bosques de hoja ancha de haya (61 % del área boscosa), con carpes, tilos, alisos, fresnos, arces, robles, árboles frutales y arbustos silvestres  y en las cuencas intermontanas bosques de pino y abedul.

#### Fauna
La diversidad además de las especies nativas: tour, gamuza, gato montés, lince, jabalí, corzo, oso, lobo, zorro, liebre marrón, y urogallo negro, incluye al yak, venado y ardilla Altái, perro mapache, y bisonte.

#### Minerales
Los recursos naturales incluyen minerales polimetálicos (cobre, plata, zinc), madera, aguas minerales, energía hidroeléctrica, posiblemente oro y reservas de petróleo y gas.

### Clima
El clima en Osetia del Norte es continental templado. En la capital la temperatura va de -5,6 °C a +3,3 °C en enero a +16,1 °C a +26,2 °C en julio,  En la llanura Mozdokskaya los vientos son frecuentes, secos y calurosos; la temperatura media en enero es de -4,4 °C y en julio de 24 °C, con una precipitación de 400 a 450 mm, 600-700 mm por año en las llanuras y hasta 900 mm en las estribaciones. En la región central y Piamonte el clima es más templado, suavizado por la proximidad de las montañas. Los inviernos son suaves, los veranos largos, lluviosos, y, en general, no demasiado calurosos. En verano ciclones tropicales, descargan lluvias del monzón con tormentas eléctricas, en invierno la precipitación proviene del mar Caspio.

## Política y gobierno

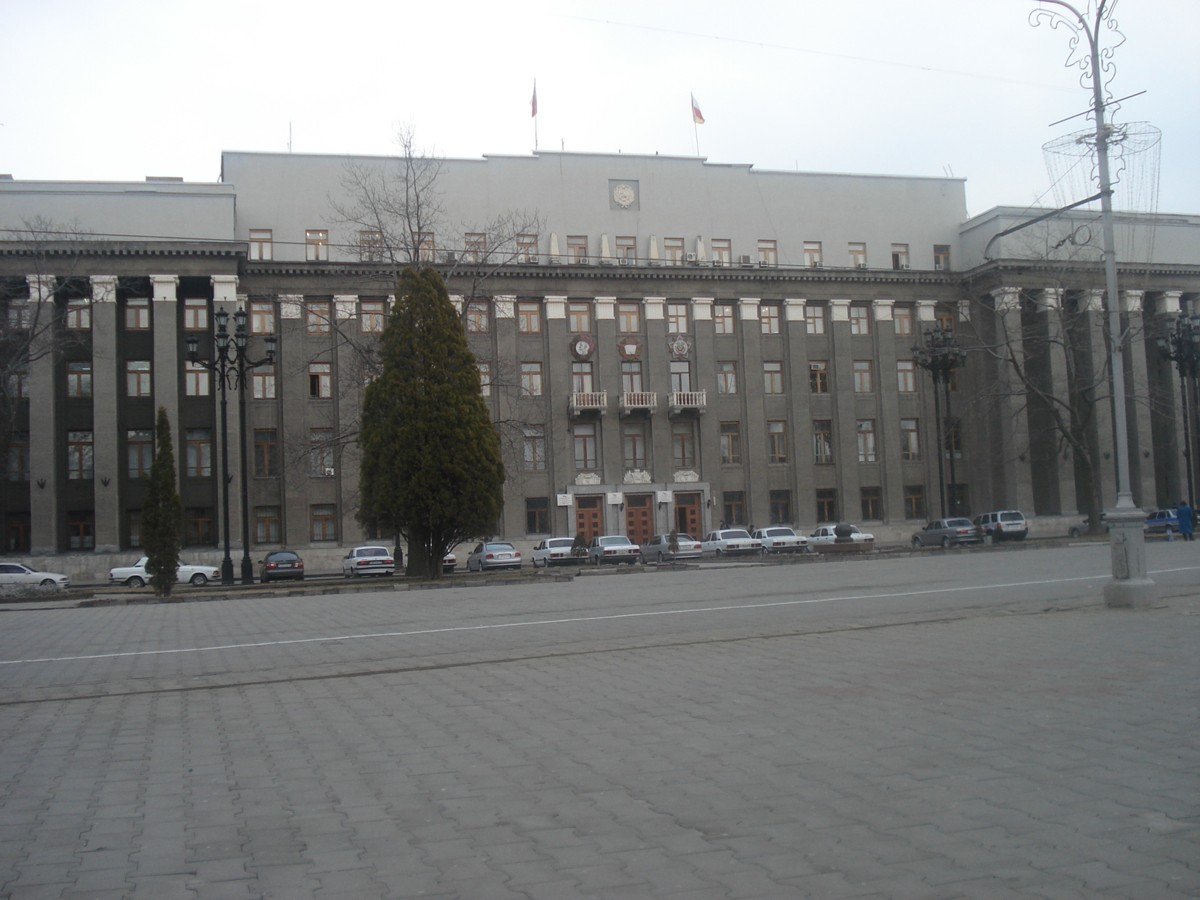
Sede del gobierno republicano en Vladikavkaz.

Durante el período soviético, la máxima autoridad en la república fue compartida por tres personas: el Primer Secretario del Comité Regional de Osetia del Norte del Partido Comunista de la Unión Soviética (PCUS) —que en realidad tenía la mayor autoridad —, el presidente del Óblast (poder legislativo) y el presidente del Comité Ejecutivo de la República (poder ejecutivo). Desde 1991, el PCUS perdió todo el poder y el jefe de la administración de la república, y finalmente, el gobernador fue nombrado/elegido junto al parlamento regional.
La Constitución de la República de Osetia del Norte-Alania es la ley fundamental de la región. El Parlamento de Osetia del Norte-Alania es el órgano que se ocupa del poder legislativo. La Asamblea Legislativa ejerce su autoridad mediante la aprobación de leyes, resoluciones y otros actos jurídicos y la supervisión de la aplicación y observancia de las leyes y demás actos jurídicos adoptados por la misma. El máximo órgano ejecutivo es el gobierno de la república, que incluye órganos ejecutivos territoriales como las administraciones distritales, comités y comisiones que facilitan el desarrollo y se ocupan del día a día los asuntos de la provincia. La administración del óblast apoya las actividades del Gobernador, que es el funcionario más alto, y actúa como garante de la observancia de la constitución de la república en conformidad con la Constitución de Rusia.
El jefe de Gobierno de la República de Osetia del Norte-Alania es el presidente de la república. A partir de 2008, el presidente de la república es Taymuraz Mamsurov. Mamsurov sucedió a Alexander Dzasokhov, que voluntariamente renunció a su puesto el 31 de mayo de 2005.

## Demografía
La población de la república, de acuerdo con el Comité Estatal de Estadística de Rusia, es de 703 977 personas en 2014. La densidad de población es de 88,14 hab/km² (2014), con una población urbana del 63,98% (450 386 habitantes). Estos datos convierten a Osetia del Norte es uno de los sujetos más densamente poblados de la Federación Rusa, en el quinto lugar (después de Moscú, San Petersburgo, Región de Moscú e Ingushetia). Más de la mitad de la población del país (el 56 %) viven en Vladikavkaz.

### Grupos étnicos
Según el censo de 2010, los osetios constituyen el 65,1 % de la población de la república. Otros grupos incluyen a los rusos (20,8 %), ingusetios (4,0 %), armenios (2,3 %), cumucos (2,3 %), georgianos (1,3%), ucranianos (0,4%) y chechenos (0,3%).
La comunidad ingusetia tuvo una gran presencia en la región, pero con la disolución de la Unión Soviética y la explosión de los conflictos interétnicos en la zona, la mayor parte de ellos decidieron emigrar.
| Grupos étnicos | Censo de 19261 | Censo de 19261 | Censo de 1939 | Censo de 1939 | Censo de 1959 | Censo de 1959 | Censo de 1970 | Censo de 1970 | Censo de 1979 | Censo de 1979 | Censo de 1989 | Censo de 1989 | Censo de 2002 | Censo de 2002 | Censo de 20102 | Censo de 20102 |
| Grupos étnicos | Número         | %              | Número        | %             | Número        | %             | Número        | %             | Número        | %             | Número        | %             | Número        | %             | Número         | %              |
| --- | -------------- | -------------- | ------------- | ------------- | ------------- | ------------- | ------------- | ------------- | ------------- | ------------- | ------------- | ------------- | ------------- | ------------- | -------------- | -------------- |
| Osetios | 141 723        | 49.6 %         | 165 616       | 50.3 %        | 215 463       | 47.8 %        | 269 326       | 48.7 %        | 299 022       | 50.5 %        | 334 876       | 53.0 %        | 445 310       | 62.7 %        | 459 688        | 65.1 %         |
| Rusos | 68 192         | 23.8 %         | 122 614       | 37.2 %        | 178 654       | 39.6 %        | 202 367       | 36.6 %        | 200 692       | 33.9 %        | 189 159       | 29.9 %        | 164 734       | 23.2 %        | 147 090        | 20.8 %         |
| Ingusetios | 23 851         | 8.3 %          | 6106          | 1.9 %         | 6071          | 1.3 %         | 18 387        | 3.3 %         | 23 663        | 4.0 %         | 32 783        | 5.2 %         | 21 442        | 3.0 %         | 28 336         | 4.0 %          |
| Armenios | 9185           | 3.2 %          | 8932          | 2.7 %         | 12 012        | 2.7 %         | 13 355        | 2.4 %         | 12 912        | 2.2 %         | 13 619        | 2.2 %         | 17 147        | 2.4 %         | 16 235         | 2.3 %          |
| Cumucos | 3153           | 1.1 %          | 85            | 0.0 %         | 3921          | 0.9 %         | 6363          | 1.2 %         | 7610          | 1.3 %         | 9478          | 1.5 %         | 12 659        | 1.8 %         | 16 092         | 2.3 %          |
| Georgianos | 6057           | 2.1 %          | 6312          | 1.9 %         | 8160          | 1.8 %         | 10 323        | 1.9 %         | 11 347        | 1.9 %         | 12 284        | 1.9 %         | 10 803        | 1.5 %         | 9095           | 1.3 %          |
| Ucranianos | 19 101         | 6.7 %          | 7063          | 2.1 %         | 9362          | 2.1 %         | 9250          | 1.7 %         | 10 574        | 1.8 %         | 10 088        | 1.6 %         | 5198          | 0.7 %         | 3251           | 0.4 %          |
| Otros | 14 690         | 5.1 %          | 12 477        | 3.8 %         | 16 938        | 3.8 %         | 23 210        | 4.2 %         | 26 182        | 4.4 %         | 30 141        | 4.8 %         | 32 982        | 4.6 %         | 26 636         | 3.8 %          |
| 1 Los resultados del censo de 1926 se refieren al actual territorio, que es una combinación del Óblast Autónomo de Osetia del Norte, la ciudad de Vladikavkaz y áreas adyacentes. 2 6557 estaban registradas de bases de datos diferentes y podría no representar un grupo étnico. Se estima que la proporción de etnias en este grupo es el mismo que el del grupo declarado. |                |                |               |               |               |               |               |               |               |               |               |               |               |               |                |                |

### Religión

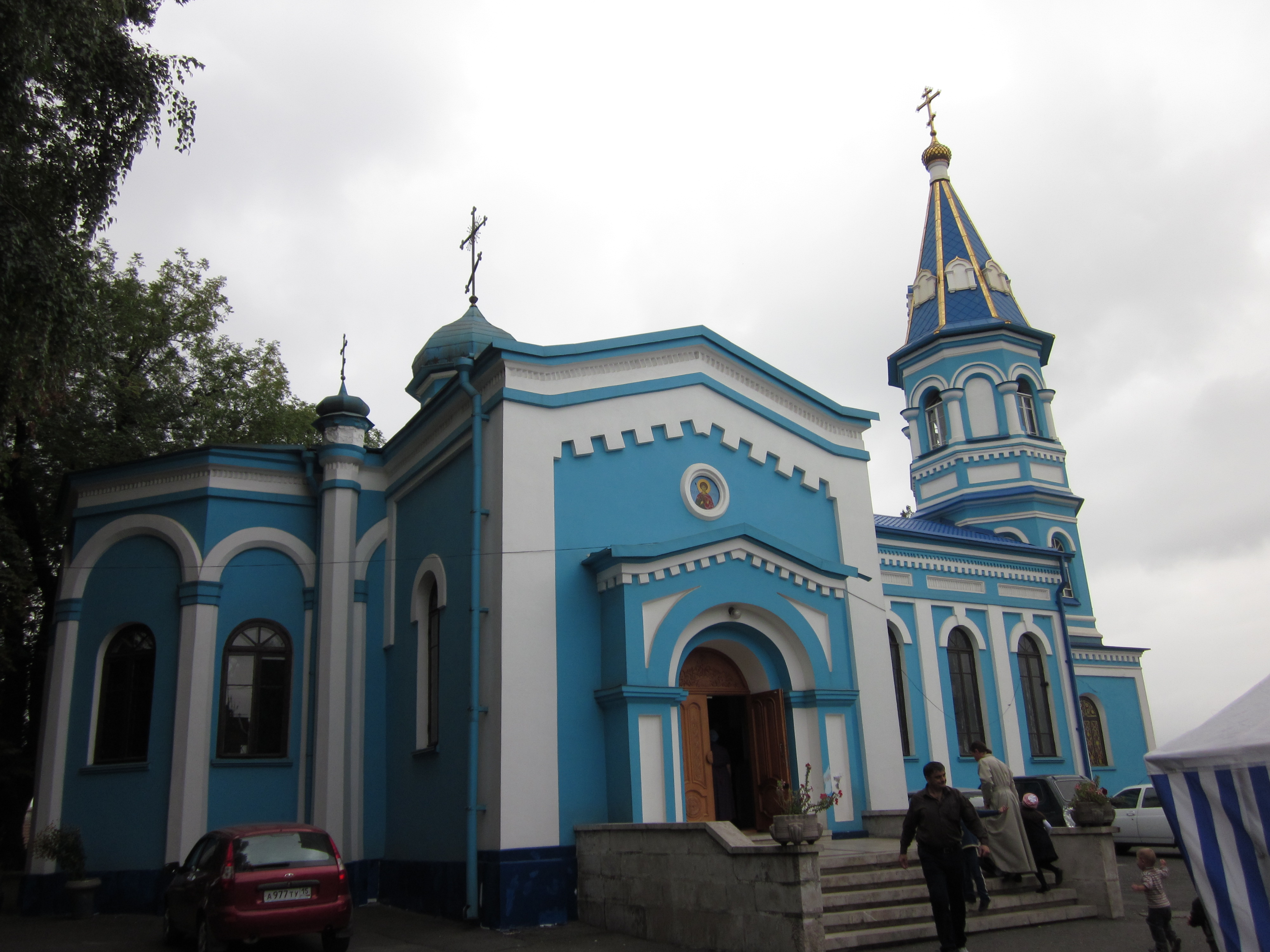
Iglesia de la Natividad de la Santísima Virgen, la iglesia ortodoxa más antigua de Vladikavkaz (1812).

Según una encuesta oficial de 2012, el 49.2 % de la población de Osetia del Norte-Alania se adhiere a la Iglesia ortodoxa rusa, el 10 % declara ser genéricamente cristiano (excluyendo católicos y protestantes) y el 2 % sigue a otras Iglesias ortodoxas. La segunda religión más profesada es la religión indígena osetia o neopaganismo (la religión tradicional de sus antepasados, adorando a dioses y fuerzas de la naturaleza, conocida como Ætsæg Din, literalmente del osetio «fe exacta»), que comprende el 29 % de la población (incluidas las comunidades eslavas rodistas), . Los musulmanes constituyen el 4 % de la población y los protestantes el 1 %. Además, otro 1 % de la población declara ser "espiritual, pero no religioso" y el 3 % asegura ser ateo.

### Idiomas
Hay dos lenguas oficiales en Osetia del Norte: el ruso, que es el idioma oficial en Rusia y el osetio. El osetio es una lengua indoeuropea, que pertenece al grupo lingüístico de las iranias orientales. El ruso no sólo ejerce como lengua franca en la región, sino también es el idioma nativo para muchos osetios, pues es un idioma de origen eslavo oriental y, como tal, también pertenece a la lenguas indoeuropeas, lo que significa que las dos lenguas están relacionadas, aunque distantes.

## Economía
A pesar de la inevitable carga económica de una gran población de refugiados, Osetia del Norte es una de las repúblicas más ricas del norte del Cáucaso. Es la más urbanizada y más industrializada con actividades metalúrgicas, electrónicas, químicas y alimentos.
En los últimos años, el desarrollo económico de Osetia del Norte-Alania ha tenido éxito; los indicadores de desarrollo social y económico de la república en 2005-2007 revelaron un crecimiento estable de todos los sectores de la economía y los principales parámetros sociales. La naturaleza y las condiciones climáticas de la república contribuyen al éxito del desarrollo de los diversos sectores económicos, que se ve favorecida por la abundancia de recursos naturales.
El producto regional bruto (PRB) per capita de la región en 2006 fue de 61 000 rublos (2596 dólares), un aumento del 30 % en el período 2005-2007. El PRB pro cápita en 2007 fue de 76 455 rublos. En 2005-2007, el salario mensual promedio en Osetia del Norte-Alania se duplicó, con las ganancias de efectivo reales aumentando en un 42.5 %. En términos del crecimiento promedio del salario mensual, la república ocupa el primer lugar en el Cáucaso Norte.
Las prioridades económicas del gobierno regional incluyen el crecimiento industrial, el desarrollo de la pequeña empresa, la construcción de spas y resorts, y el fortalecimiento de la disciplina presupuestaria y fiscal.

### Recursos naturales, agricultura e industria

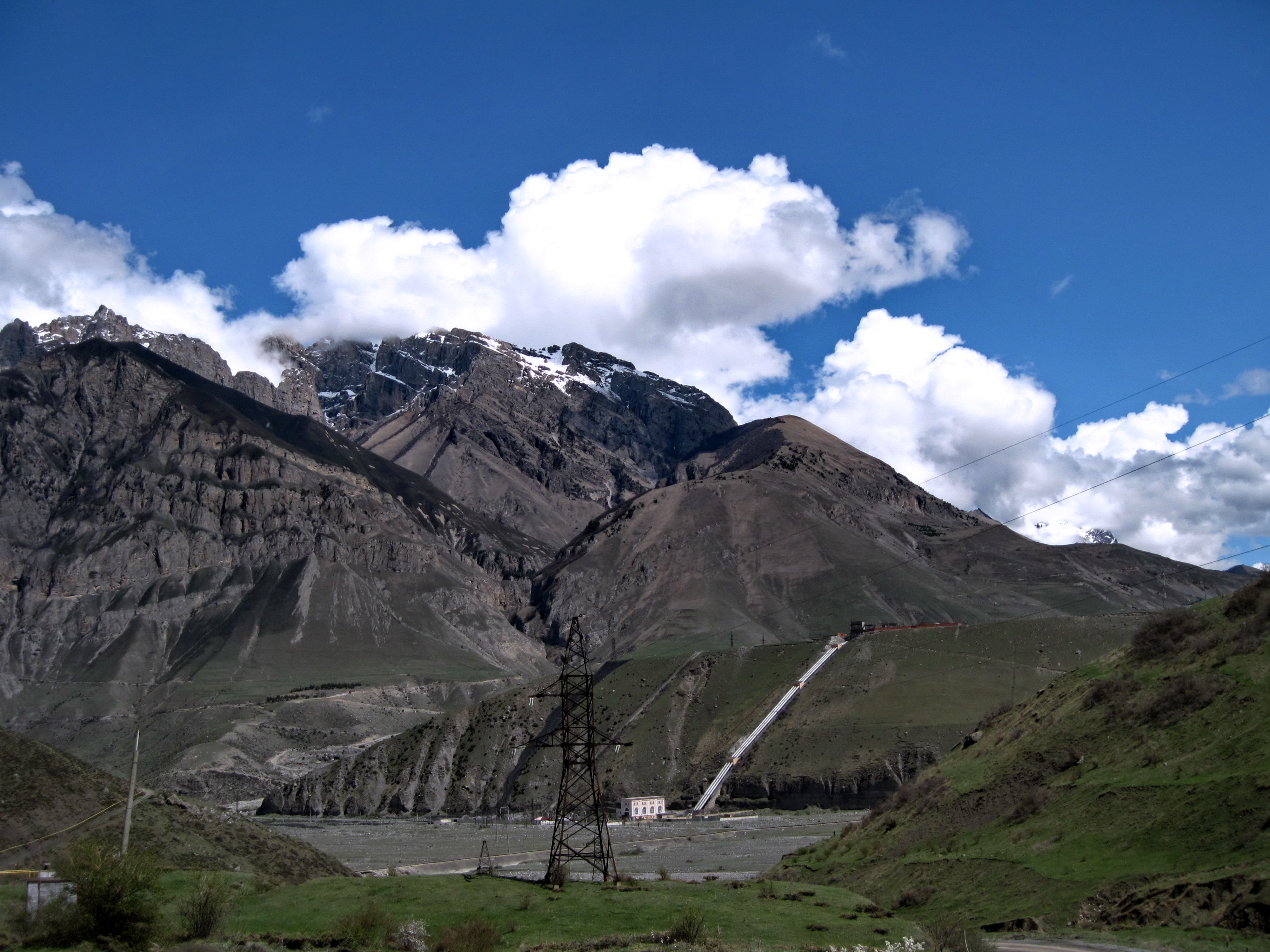
Central hidroeléctrica Ezminskaya.

Los recursos más generalizados son el zinc y minerales complejos que contienen plomo. Hay depósitos de piedra caliza, dolomita, mármol y piedra de toque. También hay una gran disponibilidad de materiales de construcción, tales como arcilla, arena y grava. Las reservas de depósitos de petróleo locales se estiman en 10 millones de toneladas métricas.
El sector agrícola es muy variado y se especializa en el cultivo de trigo, maíz y girasol; la horticultura; viticultura; y el ganado y la cría de ovejas.
La industria de Osetia del Norte se concentra principalmente en la capital, Vladikavkaz. Las principales empresas ubicadas aquí son Elektrotsink, Gazoapparat, una planta de fabricación de instrumentos, Elektrokontraktor, una producción de equipos eléctricos de automóviles, un complejo de construcción a gran panel y empresas de la industria alimentaria. El centro industrial Sadonsky ha crecido en torno a las industrias mineras y forestales.

#### Transporte
El transporte y logística representan el 7.7 % del producto bruto regional, según el nivel de provisión de infraestructura, los indicadores republicanos superan a los nacionales, con un cuarto lugar en Rusia según la densidad de las carreteras con pavimento “duro”, .
Las dos rutas principales rutas a través de la cordillera del Cáucaso principal conectan Rusia con los países del Cáucaso y Oriente Medio - Georgia Military Road y la transcaucásica. 
Los tranvías de la ciudad de Vladikavkaz son notables, e incluso uno de los sistemas más antiguos de Rusia, inaugurado en 1904.

### Turismo

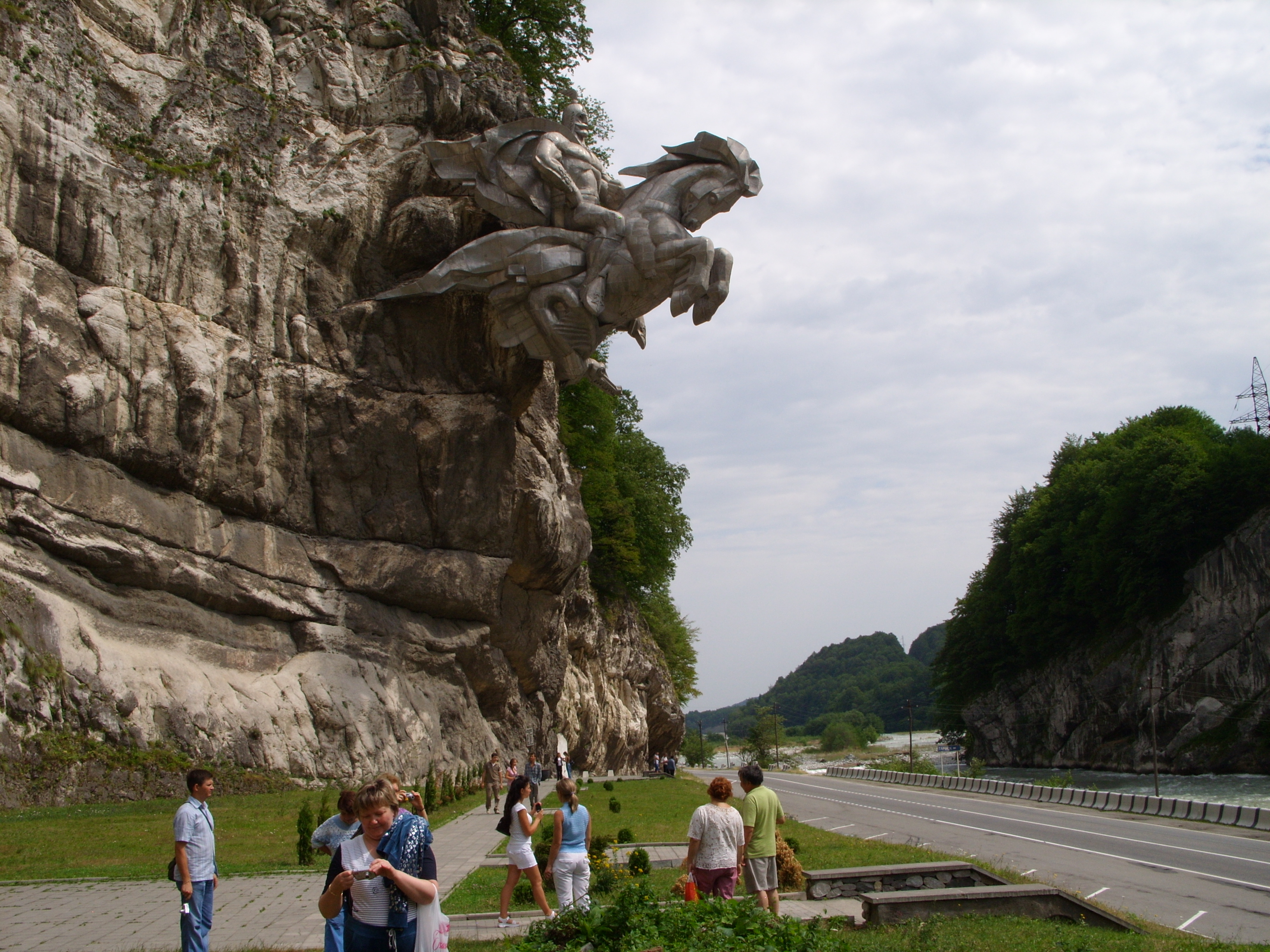
El monumento a San Jorge, al sur de Alagir, es uno de los lugares más visitados de la república.

A pesar de la proximidad a Chechenia, Osetia del Norte está haciendo esfuerzos por desarrollar su industria turística. Se han desarrollado con éxito proyectos consistentes en balnearios, centros turísticos y, en general, el desarrollo del turismo aplicado en la parte montañosa de la república. Hay cerca de tres mil monumentos históricos en la república y más de la mitad de la de su área está ocupado por el parque nacional Alania, la Reserva Nacional de Osetia del Norte. Hay más de 250 reservas de agua dulce, mineral y manantiales terapéuticos en la república, con unas reservas diarias estimadas de 15 000 metros cúbicos. Además de proporcionar la base para centros de salud, estas aguas minerales también tienen el potencial de ser embotellada y vendida. El agua mineral de Osetia del Norte es conocida por sus cualidades únicas, así como la composición mineral especial.

## Deporte
- FC Alania Vladikavkaz juega en la segunda división rusa, su estadio es el Repubicano Spartak con capacidad para 32,364 espectadores.

### Infraestructura
En términos de su infraestructura, Osetia del Norte-Alania ocupa el segundo lugar en el distrito federal del Sur y el décimo en la nación. La república tiene algunas de las más extensas redes de telecomunicaciones en la región del Cáucaso Norte y en Rusia. Ocupa el primer lugar en cuanto a sus instalaciones de la red de telecomunicaciones en el distrito federal del Sur.
La república ocupa el cuarto lugar en Rusia en términos de urbanismo y calles pavimentadas, la expansión de su complejo de transporte y logística ofrece buenas redes de comunicación entre Rusia y el Cáucaso Sur, así como con Asia Central. El complejo cuenta con dos carreteras federales (la carretera o ruta militar de Georgia conecta Vladikavkaz con Transcaucasia) que cruzan el Gran Cáucaso, dos puestos de control aduaneros para coches, una red desarrollada de ferrocarril, el Aeropuerto Internacional de Vladikavkaz, y terminales de transporte bien equipadas.